# Ołeksandr Zabara
Ołeksandr Ołeksandrowycz Zabara, ukr. Олександр Олександрович Забара (ur. 5 lipca 1984 w Nowej Kachowce w obwodzie chersońskim) – ukraiński piłkarz, grający na pozycji pomocnika lub obrońcy.

## Kariera piłkarska

### Kariera klubowa
Wychowanek Szkoły Piłkarskiej Tawrija w Nowej Kachowce. Pierwszy trener J.A.Omeniuk. Potem bronił barw klubów Junist Kachowka i Krystał Chersoń w juniorskich mistrzostwach Ukrainy (DJuFL). W 2002 rozpoczął karierę piłkarską w drugiej drużynie Czornomorca Odessa, skąd na początku 2005 przeszedł do Zorii Ługańsk. Latem 2006 wyjechał zagranicę, gdzie występował w białoruskim Lakamatyu Mińsk oraz litewskich FK Šiauliai i Interas-AE Wisaginia. Jesienią 2007 powrócił do Ukrainy, gdzie grał w drugoligowych klubach Dnister Owidiopol, FK Ołeksandrija, Stal Dnieprodzierżyńsk i Helios Charków. Latem 2011 przeszedł do białoruskiej Biełszyny Bobrujsk.